# Eliud Kipchoge

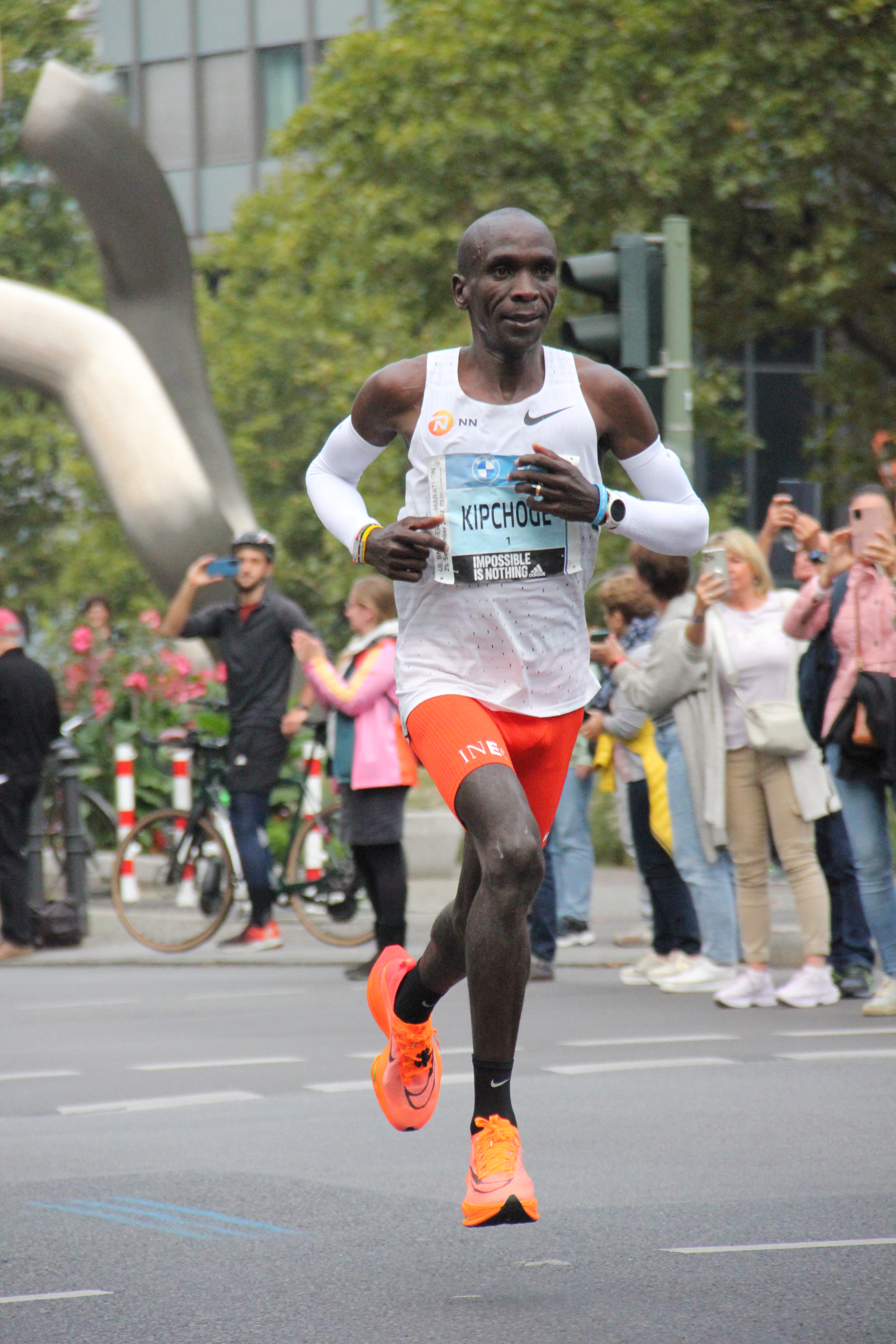
Eliud Kipchoge bei seinem Weltrekordlauf am 25. September 2022 in Berlin

Eliud Kipchoge (* 5. November 1984 in Kapsisiywa bei Kapsabet) ist ein kenianischer Leichtathlet aus dem Volk der Nandi. Er gilt als bester Langstreckenläufer seiner Zeit und als einer der besten aller Zeiten.
Kipchoge wurde 2003 – noch im Juniorenalter – Weltmeister in einem denkwürdigen 5000-Meter-Lauf. Seit 2012 konzentriert er sich auf lange Straßenläufe meist in der Halbmarathon- oder Marathondistanz und wurde 2016 und 2021 Olympiasieger im Marathonlauf. Im September 2022 gewann er zum vierten Mal den Berlin-Marathon und verbesserte dabei mit einer Zeit von 2:01:09 h seinen eigenen Weltrekord aus dem Jahr 2018. Mit seinem fünften Sieg am 24. September 2023 beim Berlin-Marathon ist er nun alleiniger Rekordhalter auf dieser Strecke.
Kipchoge lief 2019 beim Ineos 1:59 Challenge-Laborrennen in Wien als erster und bislang einziger Mensch einen Marathon unter zwei Stunden; diese Leistung gilt aber wegen fehlender Wettkampfbedingungen nicht als Rekord.

## Sportliche Laufbahn
Eliud Kipchoge siegte beim Juniorenrennen der Crosslauf-Weltmeisterschaften 2003 in Lausanne/Avenches. Im Sommer 2003 stieß er im 5000-Meter-Lauf auch im Erwachsenenbereich in die Weltspitze vor. Bei den Weltmeisterschaften in Paris/Saint Denis standen sich im Finale über 5000 Meter Kenenisa Bekele und Hicham El Guerrouj gegenüber, die zuvor bereits über 10.000 bzw. 1500 Meter Weltmeister geworden waren. Bekele sorgte von Anfang an für ein schnelles Tempo, konnte sich aber nie vom Feld lösen, sodass auf den letzten beiden Runden El Guerrouj mit einem langen Spurt in Führung ging. Trotzdem spitzte sich das Rennen auf der Zielgeraden noch einmal zu und schließlich gewann Eliud Kipchoge in 12:52,79 min vor El Guerrouj in 12:52,83 min und Bekele in 12:53,12 min. Es war das schnellste 5000-Meter-Finale aller Zeiten und die Zeit von Kipchoge bedeutete Juniorenweltrekord.
Die Saison 2004 begann für Eliud Kipchoge mit einem vierten Platz bei den Crosslauf-Weltmeisterschaften in Brüssel. Anfang Juli verbesserte Kipchoge in Rom seinen persönlichen Rekord über 5000 Meter. Am 28. August standen sich im Finale bei den Olympischen Spielen in Athen die Medaillengewinner der Weltmeisterschaften 2003 erneut gegenüber. Das Rennen begann eher verhalten und steigerte sich dann langsam. Erneut kam es zu einem langen Schlussspurt, den dieses Mal El Guerrouj in 13:14,39 min für sich entschied. Hinter Bekele (13:14:59 min) kam Eliud Kipchoge als Dritter ins Ziel und gewann für 13:15,10 min Bronze. Anfang September gewann Kipchoge beim Golden-League Meeting in Brüssel den 3000-Meter-Lauf in Jahresweltbestzeit von 7:27,72 min.
2005 wurde Kipchoge bei den Crosslauf-Weltmeisterschaften in Saint-Étienne/Saint-Galmier Fünfter. Das Finale bei den Weltmeisterschaften in Helsinki fand ohne El Guerrouj und Bekele statt und war ein regelrechtes Bummelrennen. Nur die letzten 1000 Meter waren richtig schnell und wieder einmal spurteten alle auf der Zielgeraden um die Plätze. Während Benjamin Limo (13:32,55 min) den siebten von zehn Titeln auf dieser Distanz für Kenia gewann, verpasste Kipchoge als Vierter in 13:33,04 min Bronze um acht Hundertstelsekunden gegenüber dem Australier Craig Mottram.
2006 gewann Kipchoge bei den Hallenweltmeisterschaften in Moskau Bronze über 3000 Meter hinter Bekele und dem für Katar startenden Ex-Kenianer Saif Saaeed Shaheen.
Bei den Weltmeisterschaften 2007 in Ōsaka gewann er Silber, nur von Bernard Lagat geschlagen. Ebenfalls Silber errang Kipchoge bei den Olympischen Spielen 2008 in Peking, wobei er diesmal hinter Kenenisa Bekele einlief. Im Jahr darauf kam er bei den Weltmeisterschaften 2009 in Berlin auf den fünften Platz.
Nachdem er schon 2005 und 2006 die San Silvestre Vallecana gewonnen hatte, wandte er sich 2010 erneut dem Straßenlauf zu. Er siegte bei den Carlsbad 5000, verfehlte aber wegen starker Windböen sein selbst gestecktes Ziel, über die Distanz von 5 km die Weltbestzeit aufzustellen. 2010 erzielte Kipchoge bei den Commonwealth Games in Neu-Delhi über 5000 Meter den zweiten Platz.
Nachdem er sich 2012 nicht für die Olympischen Spiele in London hatte qualifizieren können, konzentrierte sich Kipchoge auf den Halbmarathon. So wurde er Dritter beim Lille-Halbmarathon.
2013, nach seinem Sieg beim Barcelona-Halbmarathon, gab er sein Marathondebüt beim Hamburg-Marathon. Mit 2:05:30 h stellte er einen Streckenrekord auf und distanzierte die Konkurrenz um mehr als zwei Minuten. Beim Berlin-Marathon belegte er in 2:04:05 h den zweiten Rang hinter dem Weltrekord laufenden Wilson Kipsang. Außerdem gewann er den Halbmarathon in Barcelona und den Wörthersee-Halbmarathon.
Am 13. April 2014 gewann er den Rotterdam-Marathon in 2:05:00 h. Am 12. Oktober 2014 gewann er den Chicago-Marathon in 2:04:11 h vor dem favorisierten Kenenisa Bekele. Am 26. April 2015 entschied Kipchoge auch den international hochkarätig besetzten London-Marathon für sich.
Am Sonntag, den 27. September 2015 lief Kipchoge beim Berlin-Marathon mit einer Zeit von 2:04:00 h und somit in persönlicher Bestzeit als Sieger durch das Ziel.
Am 24. April 2016 triumphierte er zum zweiten Mal nach 2015 beim London-Marathon, wobei er Weltklasse-Athleten wie Stanley Biwott, Kenenisa Bekele, Wilson Kipsang und den damaligen Weltrekordhalter Dennis Kimetto hinter sich lassen konnte. Mit seiner Zeit von 2:03:05 h verfehlte er Kimettos Weltrekord lediglich um acht Sekunden und war damit der zu diesem Zeitpunkt zweitschnellste Marathonläufer der Geschichte. Seinen größten Erfolg erreichte er bei den Olympischen Spielen in Rio de Janeiro 2016. Er wurde Olympiasieger im Marathon mit einer Zeit von 2:08:44 h. Mit den beiden Siegen im Jahr 2016 wurde er zudem Gesamtsieger der World Marathon Majors 2016/17. Im November gewann er den Delhi-Halbmarathon in 59:44 min.
Am 6. Mai 2017 startete er zusammen mit Lelisa Desisa und Zersenay Tadese auf dem Formel-1-Kurs in Monza für „Breaking2“ mit dem Versuch des Laufschuhherstellers Nike, den Marathon in unter zwei Stunden zu laufen.
Eliud Kipchoge benötigte als schnellster Läufer 2:00:25 h. Das Ergebnis gilt nicht als Weltrekord, denn es war nach den Maßstäben des Weltverbandes IAAF kein reguläres Rennen. Am 24. September 2017 gewann er zum zweiten Mal nach 2015 den Berlin-Marathon.
Am 22. April 2018 siegte er zum dritten Mal beim London-Marathon in 2:04:17 h und gewann damit gleichzeitig die World-Marathon-Majors-Serie 2017/18. Beim Berlin-Marathon 2018 verbesserte er den Marathon-Weltrekord auf 2:01:39 h. Der 33-Jährige blieb damit 78 Sekunden unter der bisherigen Weltbestzeit, zudem war es sein dritter Sieg beim Marathon in Berlin.
2019 gewann er zum vierten Mal den London-Marathon in Streckenrekord von 2:02:37 h.
Am 12. Oktober 2019 versuchte Kipchoge erneut, unter speziellen Rahmenbedingungen die 42,195 Kilometer als erster Mensch in unter zwei Stunden zu bewältigen. Bei der Ineos 1:59 Challenge startete er alleine im Wiener Prater, unterstützt von insgesamt 41 regelmäßig ausgetauschten Tempomachern, darunter mehreren Olympia- und WM-Medaillengewinnern, und erreichte sein Ziel nach 1:59:40 h. Die Zeit wird wie in Monza wegen fehlender Wettkampfbedingungen nicht als Weltrekord anerkannt. Neben fehlenden Wettkampfgegnern entsprachen vor allem wechselnde Tempomacher, die nicht von Beginn an mitliefen, sowie ständig verfügbare Verpflegung vom betreuenden Fahrrad aus nicht dem Reglement des Weltleichtathletikverbandes IAAF, ebenso ein vorausfahrendes Auto, das per Lasersignal auf der Fahrbahn ein gleichmäßiges Tempo vorgab. Zudem wurden Tag und Uhrzeit der Veranstaltung anhand der Wetterprognosen kurzfristig festgelegt und dadurch optimiert. Vor dem Rennen war der Untergrund des 9,6 Kilometer langen Rundkurses teilweise neu asphaltiert worden.
Am 8. August 2021 wiederholte Kipchoge bei den Olympischen Spielen in Sapporo seinen Marathonolympiasieg aus dem Jahr 2016. Mit einer Zeit von 2:08:38 h gewann er mit 80 Sekunden Vorsprung vor dem Niederländer Abdi Nageeye. Es war der größte Vorsprung in einem Olympiamarathon seit Frank Shorter im Jahr 1972. Kipchoge ist zudem nach Abebe Bikila und Waldemar Cierpinski der dritte Läufer mit zwei Marathonolympiasiegen.
Im März 2022 gewann der 37-Jährige den Tokio-Marathon in 2:02:40 h und stellte einen neuen Streckenrekord auf.
Im September 2022 gewann Kipchoge zum vierten Mal den Berlin-Marathon und verbesserte dabei seine 2018 ebenfalls in Berlin aufgestellte alte Weltrekordzeit um 30 Sekunden auf 2:01:09 h.
Durch die beiden Majors Siege gewann er, gemeinsam mit seinem Landsmann Evans Chebet, auch die World Marathon Majors 2022. Dies war sein insgesamt 5. Sieg dieser Laufserie.
Beim Boston-Marathon 2023 belegte Kipchoge den sechsten Platz, nachdem er die ersten 19 Meilen das Tempo der Führungsgruppe bestimmt hatte. Dies war erst der dritte Marathon, den er nicht gewinnen konnte.

Im Mai 2023 wurde er mit dem Prinzessin-von-Asturien-Preis ausgezeichnet. Beim Berlin-Marathon 2023 gewann er mit einer Zeit von 2:02:42 h. Es war sein fünfter Sieg in Berlin, womit Kipchoge Rekordsieger bei diesem Städte-Marathon ist.
Nachdem Kipchoge 2024 beim Tokio-Marathon nur den 10. Platz belegte, konnte er auch bei den Olympischen Spielen in Paris nicht mehr an seine alten Erfolge anschließen. Er fiel bereits vor der Halbmarathonmarke aus dem Spitzenfeld zurück und musste das Rennen vorzeitig aufgeben.
Am 10. August 2024 gab Eliud Kipchoge das Ende seiner olympischen Karriere bekannt.

## Persönliche Bestleistungen
- 1500 m: 3:33,20 min, 31. Mai 2004, Hengelo
  - Halle: 3:36,25 min, 18. Februar 2006, Birmingham
- 1 Meile: 3:50,40 min, 30. Juli 2004, London
- 3000 m: 7:27,66 min, 6. Mai 2011, Doha
  - Halle: 7:29,37 min, 5. Februar 2011, Stuttgart
- 2 Meilen: 8:07,68 min, 4. Mai 2005, Eugene
  - Halle: 8:07,39 min, 18. Februar 2012, Birmingham
- 5000 m: 12:46,53 min, 2. Juli 2004, Rom
  - Halle: 12:55,72 min, 11. Februar 2011, Düsseldorf
- 10.000 m: 26:49,02 min, 26. Mai 2007, Hengelo
- 10-km-Straßenlauf: 28:11 min, 27. September 2009, Utrecht
- 15-km-Straßenlauf: 43:02 min, 17. Februar 2013, Barcelona
- 20-km-Straßenlauf: 57:12 min, 17. Februar 2013, Barcelona
- Halbmarathon: 59:25 min, 1. September 2012, Lille
- 25-km-Straßenlauf: 1:12:24 h, 16. September 2018, Berlin
- 30-km-Straßenlauf: 1:26:45 h, 16. September 2018, Berlin
- Marathon: 2:01:09 h, 25. September 2022, Berlin
- Marathondistanz: Ineos 1:59 Challenge, 1:59:40 h, 12. Oktober 2019, Wien

| Splitzeiten Marathon-Weltrekord / „Breaking2“ / „INEOS 1:59 Challenge“ | Splitzeiten Marathon-Weltrekord / „Breaking2“ / „INEOS 1:59 Challenge“ | Splitzeiten Marathon-Weltrekord / „Breaking2“ / „INEOS 1:59 Challenge“ | Splitzeiten Marathon-Weltrekord / „Breaking2“ / „INEOS 1:59 Challenge“ | Splitzeiten Marathon-Weltrekord / „Breaking2“ / „INEOS 1:59 Challenge“ | Splitzeiten Marathon-Weltrekord / „Breaking2“ / „INEOS 1:59 Challenge“ | Splitzeiten Marathon-Weltrekord / „Breaking2“ / „INEOS 1:59 Challenge“ |
|                                                                        | Weltrekord Berlin, 25. September 2022                                  | Weltrekord Berlin, 25. September 2022                                  | Breaking2 Monza, 6. Mai 2017                                           | Breaking2 Monza, 6. Mai 2017                                           | INEOS 1:59 Challenge Wien, 12. Oktober 2019                            | INEOS 1:59 Challenge Wien, 12. Oktober 2019                            |
| Distanz                                                                | Split                                                                  | Gesamtzeit                                                             | Split                                                                  | Gesamtzeit                                                             | Split                                                                  | Gesamtzeit                                                             |
| ---------------------------------------------------------------------- | ---------------------------------------------------------------------- | ---------------------------------------------------------------------- | ---------------------------------------------------------------------- | ---------------------------------------------------------------------- | ---------------------------------------------------------------------- | ---------------------------------------------------------------------- |
| 5 km                                                                   | 14:14 min                                                              | 14:14 min                                                              | 14:14 min                                                              | 14:14 min                                                              | 14:10 min                                                              | 14:10 min                                                              |
| 10 km                                                                  | 14:09 min                                                              | 28:23 min                                                              | 14:07 min                                                              | 28:21 min                                                              | 14:10 min                                                              | 28:20 min                                                              |
| 15 km                                                                  | 14:10 min                                                              | 42:33 min                                                              | 14:13 min                                                              | 42:34 min                                                              | 14:14 min                                                              | 42:34 min                                                              |
| 20 km                                                                  | 14:12 min                                                              | 56:45 min                                                              | 14:15 min                                                              | 56:49 min                                                              | 14:13 min                                                              | 56:47 min                                                              |
| Halb                                                                   | (3:06 min)                                                             | 59:51 min                                                              | (3:08 min)                                                             | 59:57 min                                                              | (3:07 min)                                                             | 59:54 min                                                              |
| 25 km                                                                  | 14:23 min                                                              | 1:11:08 h                                                              | 14:14 min                                                              | 1:11:03 h                                                              | 14:12 min                                                              | 1:10:59 h                                                              |
| 30 km                                                                  | 14:32 min                                                              | 1:25:40 h                                                              | 14:17 min                                                              | 1:25:20 h                                                              | 14:12 min                                                              | 1:25:11 h                                                              |
| 35 km                                                                  | 14:30 min                                                              | 1:40:10 h                                                              | 14:17 min                                                              | 1:39:37 h                                                              | 14:12 min                                                              | 1:39:23 h                                                              |
| 40 km                                                                  | 14:43 min                                                              | 1:54:53 h                                                              | 14:27 min                                                              | 1:54:04 h                                                              | 14:13 min                                                              | 1:53:36 h                                                              |
| Marathon                                                               | 6:16 min                                                               | 2:01:09 h                                                              | 6:21 min                                                               | 2:00:25 h                                                              | 6:04 min                                                               | 1:59:40 h                                                              |

## Familie
Kipchoge absolvierte 1999 die Kaptel Secondary School in Nandi County, lief aber damals weder ernsthaft noch professionell. Er lief täglich 3,2 km zur Schule. Kipchoge wurde von einer alleinerziehenden Mutter (einer Lehrerin) aufgezogen und kannte seinen Vater nur von Bildern. Er ist das jüngste von vier Kindern. Er lernte seinen Trainer Patrick Sang (ehemaliger Olympiazweiter im Hindernislauf) 2001 im Alter von 16 Jahren kennen.
Kipchoge ist verheiratet und hat drei Kinder. Er ist römisch-katholisch.

## Auszeichnungen
- 2023: Goldener Rathausmann[29]
- 2023: Prinzessin-von-Asturien-Preis